# Soen (zespół muzyczny)
Soen – międzynarodowa supergrupa wykonująca metal progresywny. Powstała w 2010 roku w składzie Martin Lopez (perkusja), Steve DiGiorgio (gitara basowa), Joel Ekelöf (śpiew) oraz Kim Platbarzdis (gitara). Debiutancki album formacji zatytułowany Cognitive ukazał się 15 lutego 2012 roku nakładem wytwórni muzycznej Spinefarm Records. W ramach promocji do pochodzącego z płyty utworu "Savia" został zrealizowany teledysk, który wyreżyserował Patric Ullaeus.

## Dyskografia
| Tytuł                                   | Dane dot. albumu                                          | Pozycja na liście | Pozycja na liście | Pozycja na liście | Pozycja na liście |
| Tytuł                                   | Dane dot. albumu                                          | FIN               | GER               | AUT               | CHE               |
| --------------------------------------- | --------------------------------------------------------- | ----------------- | ----------------- | ----------------- | ----------------- |
| Cognitive                               | - Data: 15 lutego 2012 - Wydawca: Spinefarm Records       | 32                | –                 | –                 | –                 |
| Tellurian                               | - Data: 31 października 2014 - Wydawca: Spinefarm Records | –                 | –                 | –                 | –                 |
| Lykaia                                  | - Data: 3 lutego 2017 - Wydawca: UDR Music                | –                 | 72                | 52                | 66                |
| Lotus                                   | - Data: 1 lutego 2019 - Wydawca: Silver Lining Music      | -                 | 22                | 48                | -                 |
| Imperial Memorial                       | - Data: 29 stycznia 2021 - Silver Lining Music - 2023     | 17                | 16                | 19                | -                 |
| „–” oznacza, że album nie był notowany. |                                                           |                   |                   |                   |                   |

## Teledyski
| Tytuł         | Rok  | Reżyseria           | Album     | Źródło |
| ------------- | ---- | ------------------- | --------- | ------ |
| "Savia"       | 2012 | Patric Ullaeus      | Cognitive | [ 3 ]  |
| "Delenda"     | 2012 | Patric Ullaeus      | Cognitive | [ 10 ] |
| "Tabula Rasa" | 2014 | Kirke Ailio Rodwell | Tellurian | [ 11 ] |
| "The Words"   | 2014 | Kirke Ailio Rodwell | Tellurian | [ 12 ] |
| "Lucidity"    | 2017 | –                   | Lykaia    | [ 13 ] |
| "Opal"        | 2017 | –                   | Lykaia    | [ 14 ] |